# Folktronica
Folktronica, Synthfolk, Electrofolk eller Laptop Folk er en stilart af elektronisk musik som består af forskellige elementer fra folkemusik og electronica, ofte med sampling af akustiske instrumenter—særligt strengeinstrumenter—og med inkorporerede hiphop- eller dancerytmer.

## Historie
Folktronica blev opfundet af musikforfatteren Jim Byers på den nu nedlagte websted BurnitBlue.com, under udbredelsen af pladeselskaber som Manchesters Twisted Nerve, der var ansvarlige for fremkomsten af Badly Drawn Boy, med med oprindelse i electronica. Det blev senere beskrevet som musik, der kom fra Kieran Hebden og heans projekt Four Tet i 2001. I 2001 udgav den postmoderne popmusiker Momus et album kaldet Folktronic der bevidst udforskerede og lavede satire over fusionen. En lignende genre er "Laptop folk", som referer til den mere minimalistiske elektroniske folkemusik. Genren har visse fortilfælde i elektroakustiske værker af mere eksperimentelle musikere som Paul Lansky (særligt hans album Folk Images) og Alan Sondheim. Latinamerikas største folktronica-kunstner er Juana Molina.
Blandt vigtige albums i genren er: Four Tets Pause (2001), Tunngs Mother's Daughter and Other Songs (2005), Caribous The Milk of Human Kindness (2005), The Prize Fighter Infernos ″My Brother's Blood Machine″ (2006), Goldfrapps Seventh Tree (2008) and Tales of Us (2013), Damon Albarn's Everyday Robots (2014)., og Haiku Saluts Etch And Etch Deep (2015).
Blandt danske musikgrupper, der spiller folktronica findes Sorten Muld, der allerede udgav deres debutalbum af samme navn i 1996. Året efter slog de for alvor igennem med Mark II. Flere andre bands i samme genre tæller Virelai, Valravn og Asynje.